# Неморшанський сад (станція метро)
53°50′59″ пн. ш. 27°32′14″ сх. д. / 53.84972° пн. ш. 27.53722° сх. д.
Неморша́нський сад (біл. Немаршанскі сад) — станція Зеленолузької лінії Мінського метрополітену між станціями «Аеродромна» та «Слуцький Гостинець». Станція «Неморшанський сад», як і  всі станції Зеленолузької лінії, обладнана платформенними розсумними дверима та ліфтами для пасажирів з обмеженими можливостями.

## Історія
Перша інформація про проєктування Зеленолузької лінії датується 2008 роком. Згідно з початковими планами, перша черга мала сім станцій: «Слуцький Гостинець», «Неморшанський сад», «Аеродромна», «Ковальська Слобода», «Вокзальна», «Площа Францішка Богушевича», «Ювілейна площа», які передбачалося побудувати у 2017 році. Вперше про плани будівництва Зеленолузької лінії офіційно повідомлено 4 січня 2011 року.
На початку 2012 року мешканцям столиці було запропоновано обрати назви новим станціям Зеленолузької лінії, проте чиновники не дослухалися до них. 10 квітня 2012 року начальник «Дирекції з будівництва Мінського метрополітену» Павло Царун заявив в інтерв'ю «Мінському кур'єру», що підготовчі роботи для будівництва Зеленолузької лінії мають розпочатися у другій половині 2012 року. У серпні 2012 року на вулиці Кижеватова, в районі майбутніх станцій «Неморшанський сад» і «Слуцький гостинець» спеціальні служби здійснювали дослідження грунту.

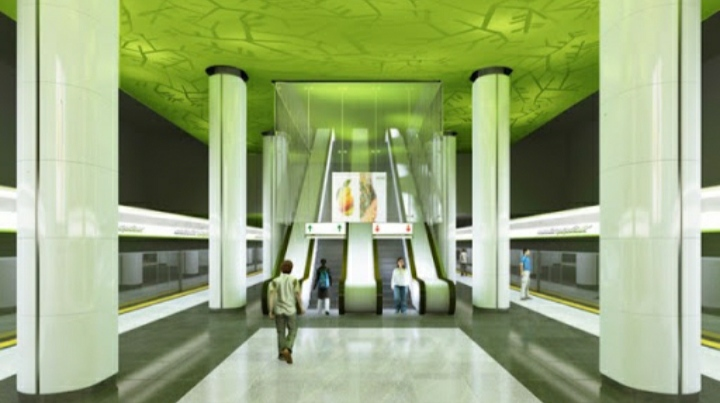
Проєкт станції
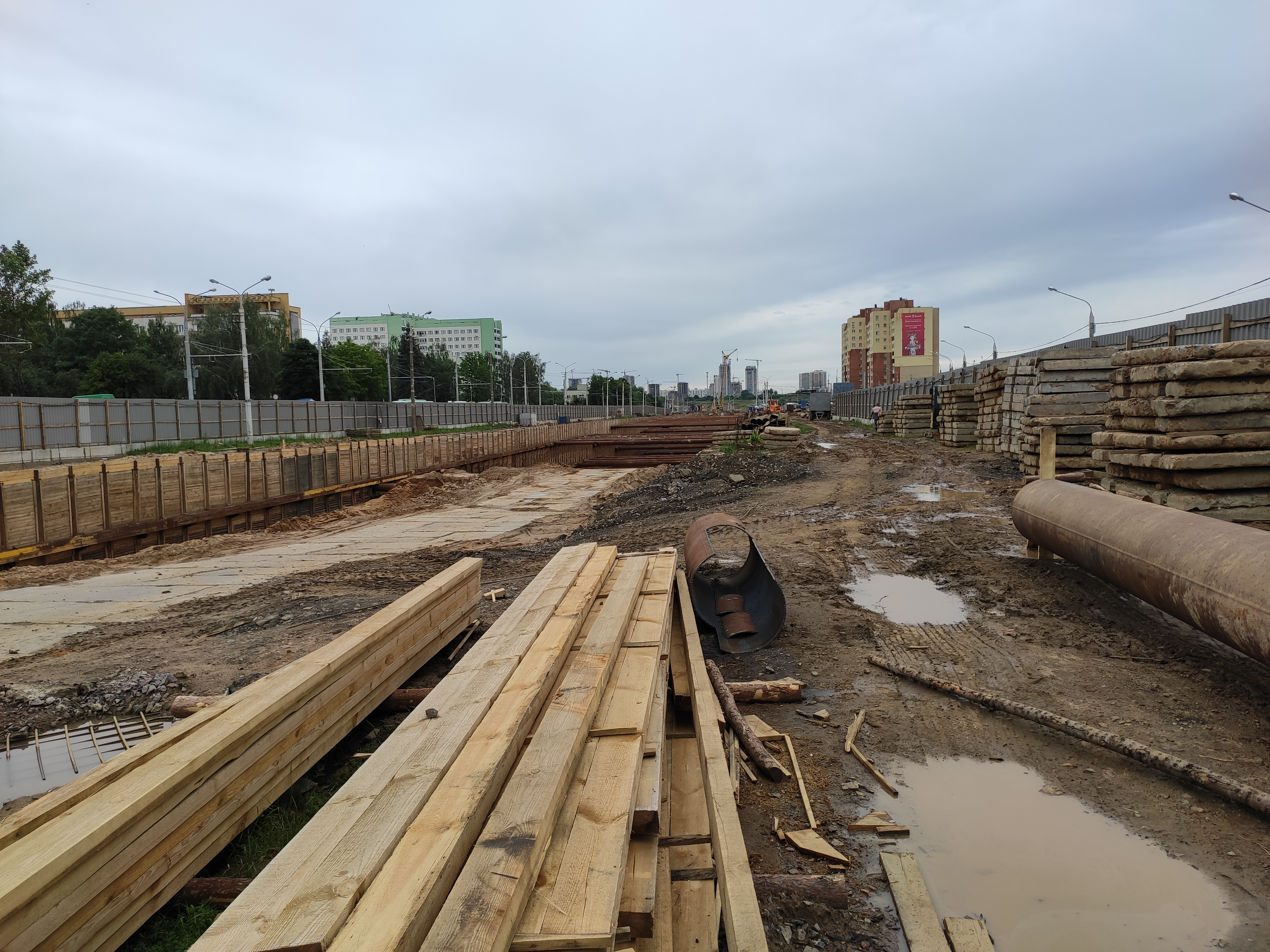
Будівництво станції (липень 2020)

У серпні 2017 року метробудівці розпочали інженерну підготовку території станції. У вересня 2017 року отримано дозвіл «Держбуднагляду» для спорудження цієї дільниці метроплатену. 1 листопада 2019 року відкриті нові об'їзди для громадського транспорту на вулиці Лейтенанта Кіжеватова. 18 листопада 2019 року метробудівці розпочали будівельні роботи на ділянці.
У 2020 році стало відомо, що буде збудовано лише 4 станції: «Ковальська Слобода», «Вокзальна», «Площа Франтішка Богушевича» та «Ювілейна площа». «Ковальська Слобода» за проєктами має дрібний заклад, а решта — глибокого закладення (до 20 м, завдяки чому вони є найглибшими у всьому метрополітені), проте згодом усі станції були зведені  дрібним закладенням, із відкритим котлованом.
30 грудня 2024 року станція «Неморшанський сад» введена в експлуатацію та відкрита для пасажирів.